# Champagné-le-Sec
Champagné-le-Sec és un municipi francès situat al departament de la Viena i a la regió de la Nova Aquitània. L'any 2007 tenia 208 habitants.

## Demografia

### Població
El 2007 la població de fet de Champagné-le-Sec era de 208 persones. Hi havia 90 famílies de les quals 24 eren unipersonals (12 homes vivint sols i 12 dones vivint soles), 33 parelles sense fills, 29 parelles amb fills i 4 famílies monoparentals amb fills.
La població ha evolucionat segons el següent gràfic:
Habitants censats

### Habitatges
El 2007 hi havia 128 habitatges, 89 eren l'habitatge principal de la família, 19 eren segones residències i 19 estaven desocupats. 126 eren cases i 2 eren apartaments. Dels 89 habitatges principals, 80 estaven ocupats pels seus propietaris, 7 estaven llogats i ocupats pels llogaters i 2 estaven cedits a títol gratuït; 1 tenia una cambra, 5 en tenien dues, 12 en tenien tres, 16 en tenien quatre i 54 en tenien cinc o més. 64 habitatges disposaven pel capbaix d'una plaça de pàrquing. A 45 habitatges hi havia un automòbil i a 36 n'hi havia dos o més.

### Piràmide de població
La piràmide de població per edats i sexe el 2009 era:
| Homes | Edats   | Dones |
| ----- | ------- | ----- |
| 0     | 95 o +  | 0     |
| 0     | 90 a 94 | 0     |
| 4     | 85 a 89 | 0     |
| 0     | 80 a 84 | 0     |
| 0     | 75 a 79 | 8     |
| 4     | 70 a 74 | 8     |
| 12    | 65 a 69 | 8     |
| 4     | 60 a 64 | 16    |
| 8     | 55 a 59 | 4     |
| 0     | 50 a 54 | 0     |
| 12    | 45 a 49 | 8     |
| 0     | 40 a 44 | 8     |
| 12    | 35 a 39 | 4     |
| 8     | 30 a 34 | 8     |
| 4     | 25 a 29 | 0     |
| 8     | 20 a 24 | 4     |
| 4     | 15 a 19 | 16    |
| 4     | 10 a 14 | 4     |
| 8     | 5 a 9   | 4     |
| 8     | 0 a 4   | 4     |

## Economia
El 2007 la població en edat de treballar era de 128 persones, 85 eren actives i 43 eren inactives. De les 85 persones actives 79 estaven ocupades (46 homes i 33 dones) i 6 estaven aturades (5 homes i 1 dona). De les 43 persones inactives 30 estaven jubilades, 6 estaven estudiant i 7 estaven classificades com a «altres inactius».

### Ingressos
El 2009 a Champagné-le-Sec hi havia 92 unitats fiscals que integraven 229 persones, la mediana anual d'ingressos fiscals per persona era de 14.067 €.

### Activitats econòmiques
Dels 7 establiments que hi havia el 2007, 4 eren d'empreses de construcció, 1 d'una empresa de comerç i reparació d'automòbils i 2 d'empreses de serveis.
Dels 5 establiments de servei als particulars que hi havia el 2009, 3 eren paletes, 1 guixaire pintor i 1 electricista.
L'any 2000 a Champagné-le-Sec hi havia 16 explotacions agrícoles que ocupaven un total de 1.040 hectàrees.

## Poblacions més properes
El següent diagrama mostra les poblacions més properes.